# Route nationale 209
Pour les articles homonymes, voir Route 209.
La route nationale 209, ou RN 209, est une route nationale française ayant connu deux itinéraires différents. En 2023, elle relie Creuzier-le-Neuf (au rond-point du même nom) à Varennes-sur-Allier (sur la route nationale 7) au sud-est du département de l'Allier.
De 1978 à 2007, elle commençait à Gannat, sur la route nationale 9 dont elle était une antenne, et se terminait à Varennes-sur-Allier afin de mieux relier Vichy et son agglomération au reste du réseau routier national. Cette route est partiellement déclassée et désormais gérée par le département de l'Allier, sous le numéro D 2209.
À l'origine, la route nationale 209 reliait Saint-Laurent-du-Var à La Roquette-sur-Var, sur la route nationale 202. Cette route a été déclassée et est actuellement gérée (en 2022) par la métropole Nice Côte d'Azur, sous le numéro M 2209.

## Histoire
Les deux tracés de la route nationale 209 sont géographiquement différents.

### Premier tracé dans les Alpes-Maritimes
La route nationale 209 a été créée par une loi du 17 mars 1891. Son tracé est défini par la rive droite du fleuve Var :

« Est et demeure classée dans le département des Alpes-Maritimes, sous la dénomination de route nationale no 209, une nouvelle route s'embranchant sur la route nationale no 7, au vallon de Vaux, passant par ou près Saint-Laurent-du-Var, Gattières, Carros et le Broc et aboutissant à la route nationale no 205, au droit du pont Charles-Albert, avec embranchements d'une part sur Vence, d'autre part sur Colomars […] »

En 1933, la route nationale 209 est définie « de Cagnes au pont Charles-Albert ». L'annexe 209A du pont de la Manda à Grasse est quant à elle renommée RN 210.
Cette route est entièrement déclassée par arrêté interministériel du 18 décembre 1972 : les 29,240 km de la première RN 209 définie alors de la RN 7 à Cagnes-sur-Mer à la RN 202 au pont Charles-Albert sont déclassés avec effet au 1er janvier 1973. Elle deviendra la D 2209. Depuis 2012, la métropole Nice Côte d'Azur gère ce tronçon qui devient la M 2209.

### Un nouveau tracé dans l'Allier pour améliorer la desserte de Vichy
À la fin des années 1970, un nouveau tracé de la route nationale 209 a été défini, en reprenant trois sections de routes nationales :
- la RN 9A entre Gannat et Vichy ;
- une partie de l'ancienne RN 106 entre Vichy et Creuzier-le-Neuf ;
- une partie de l'ancienne RN 493 de Creuzier-le-Neuf à Varennes-sur-Allier.

Le décret no 2005-1499 du 5 décembre 2005 ne conserve dans le domaine routier national que la section comprise « entre la route nationale 7 et l'agglomération de Vichy, au niveau de la route départementale 67 », antenne de la liaison de Paris à Saint-Étienne via Nevers et Moulins assurée par les axes A6, A77, N7, A89 et A72. La déviation nord-ouest, « en projet entre la route nationale 209 et l'autoroute A 719 », est également incluse. Le déclassement de la route nationale 209 est donc partiel mais se fera en deux temps :
- la portion comprise entre la route nationale 9 (elle aussi déclassée) à Gannat et le PR 2+539 (au droit de la fin provisoire de l'autoroute A719, sur la commune de Monteignet-sur-l'Andelot)[6] ;
- la portion comprise entre le PR 2+539 et le PR 18+385 (à Vichy) et entre les PR 19+144 et 26+1260 (entre Vichy et Creuzier-le-Neuf), ainsi que les ouvrages d'art et les trois délaissés (au nord de Charmes, à Lyonne et au Pouzatais) est déclassée avec effet au 1er janvier 2008[7], sans attendre la mise en service de l'autoroute A719 à l'ouest de Vichy.

Les tronçons déclassés s'appellent désormais D 2209.
Une décision du 4 janvier 2023 (parue au Journal officiel le 8), en application de la loi n° 2022-217 du 21 février 2022, prévoit la mise à disposition de la route nationale 209 à la région Auvergne-Rhône-Alpes. Initialement prévu le 1er janvier 2024, elle se fera finalement le 1er janvier 2025

## Dans l'Allier

### Tracé, parcours et aménagements

#### De Gannat à Vichy (D 2209)

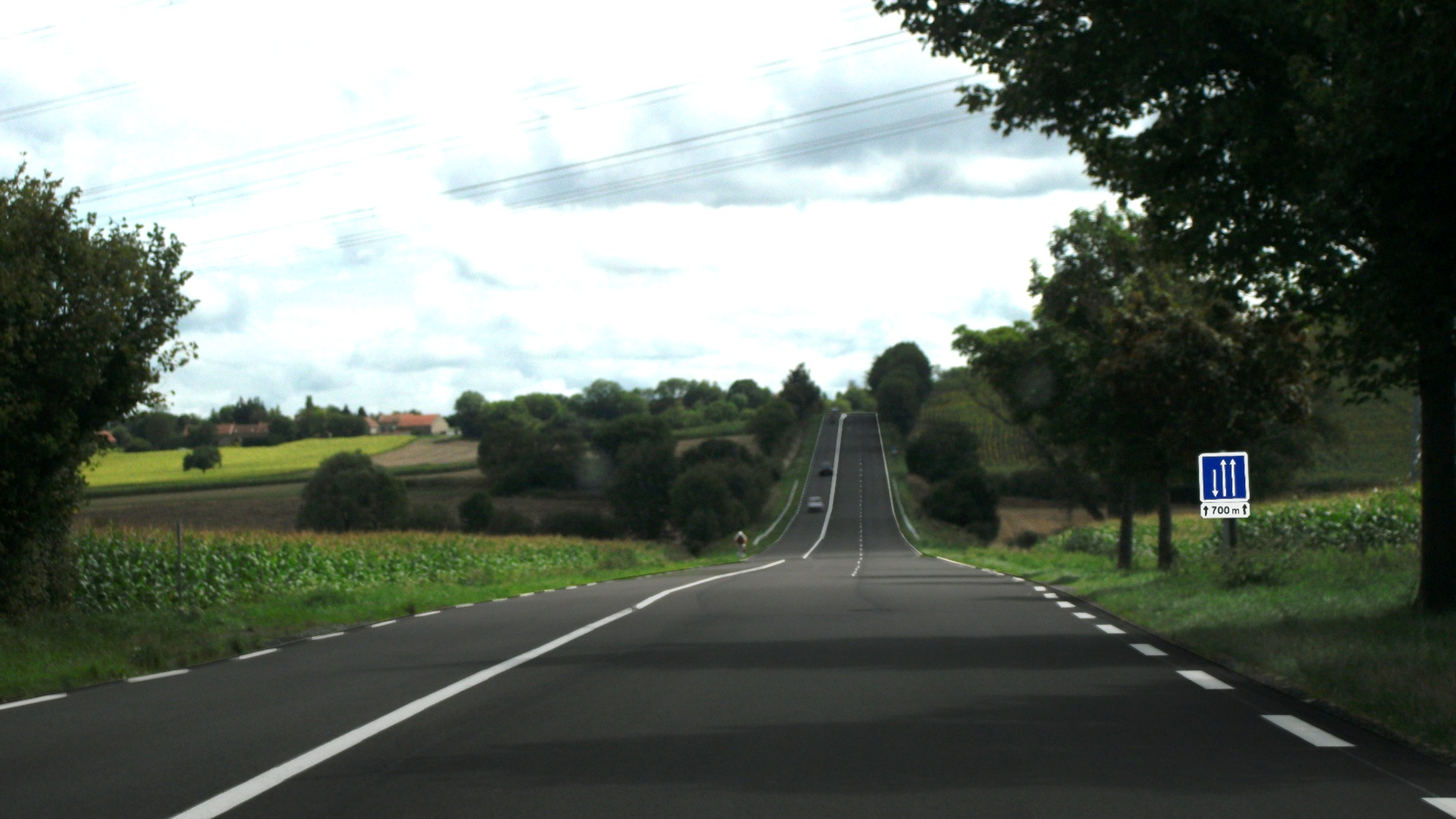
Créneau de dépassement à la sortie de Lyonne (commune de Cognat-Lyonne), en direction de Vichy, en 2011.

- Gannat : Avenue Jean-Jaurès, Rue Eugène-Banier puis Avenue Pierre-Mendès-France.

L'ancienne route nationale 209 commençait à Gannat, à l'intersection avec la route nationale 9. La traversée de la ville est interdite aux poids lourds de plus de 7,5 tonnes notamment en raison de l'existence de l'autoroute A719 la contournant par le nord.
Trois kilomètres plus loin, elle croise l'ancienne fin provisoire de l'autoroute A719 (l'accès à l'autoroute en direction de Montluçon en évitant Gannat peut être emprunté par la route départementale 273 en direction de Monteignet-sur-l'Andelot).
- Lyonne (commune de Cognat-Lyonne) : Route de Gannat, puis Route de Cognat ;
- Cognat-Lyonne : Route de Lyonne, puis Route de Bellerive ;
- Le Bois de l'Eau, commune d'Espinasse-Vozelle.

En 2013, un carrefour giratoire a été créé à l'intersection avec la route départementale 215, sur le territoire communal d'Espinasse-Vozelle, afin de recevoir les flux de l'autoroute A719, ouverte depuis 2015, et le contournement sud-ouest de Vichy ouvert depuis début 2016.
- Le Pouzatais, commune d'Espinasse-Vozelle ;
- Bellerive-sur-Allier :
  - Route de Gannat. L'entrée de Bellerive-sur-Allier par la route de Gannat est l'une des principales entrées de l'agglomération. La route a été rénovée en deux étapes dans la traversée du lieu-dit Champ-Roubeau, entre l'entrée d'agglomération et le chemin de Beauregard : réfection de l'éclairage public et enfouissement des réseaux électriques en 2017, puis de la chaussée et des trottoirs en 2018 (pour 365 000 €[10] ; la route a dû être fermée du 3 au 5 octobre[11]). La rénovation de la route de Gannat s'inscrit dans l'objectif d'une ville résidentielle[10]. Au-delà, la route dessert la résidence Super Bellerive et le stade aquatique de la communauté d'agglomération,
  - Avenue de Vichy. Cette avenue, longue de 1,8 km, relie le rond-point de Boussange à la rue Jean-Jaurès (D 984). Elle constitue la première entrée de l'agglomération pour les usagers venant de l'autoroute A71. Ne répondant plus aux qualités de ville résidentielle (et touristique depuis 2021), la municipalité rénove la route[12],
  - Avenue de la République. Cette avenue prolonge l'avenue de Vichy et continue jusqu'au pont franchissant l'Allier, et croise par un carrefour giratoire la D 1093 permettant d'accéder aux quartiers sud de la ville ;
- Vichy :
  - Avenue Aristide-Briand (section comprise entre le pont et l'intersection avec les boulevards des États-Unis et le boulevard du Président John-Fitzgerald-Kennedy). Cette section a été rénovée à la fin de l'année 2019 dans le cadre de la rénovation de l'entrée de ville et du square Albert-Ier.

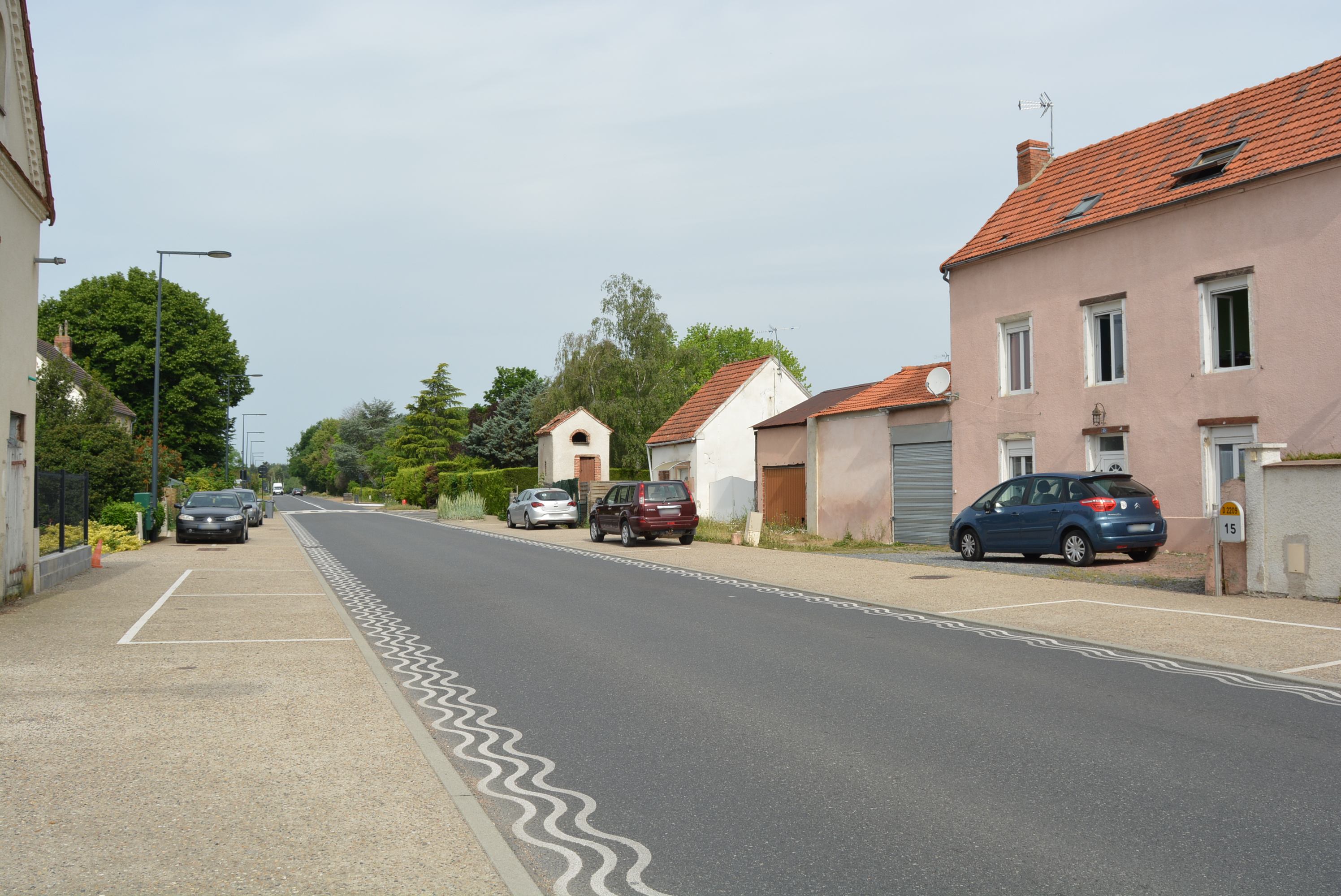
Route de Gannat, à hauteur du point repère 15.
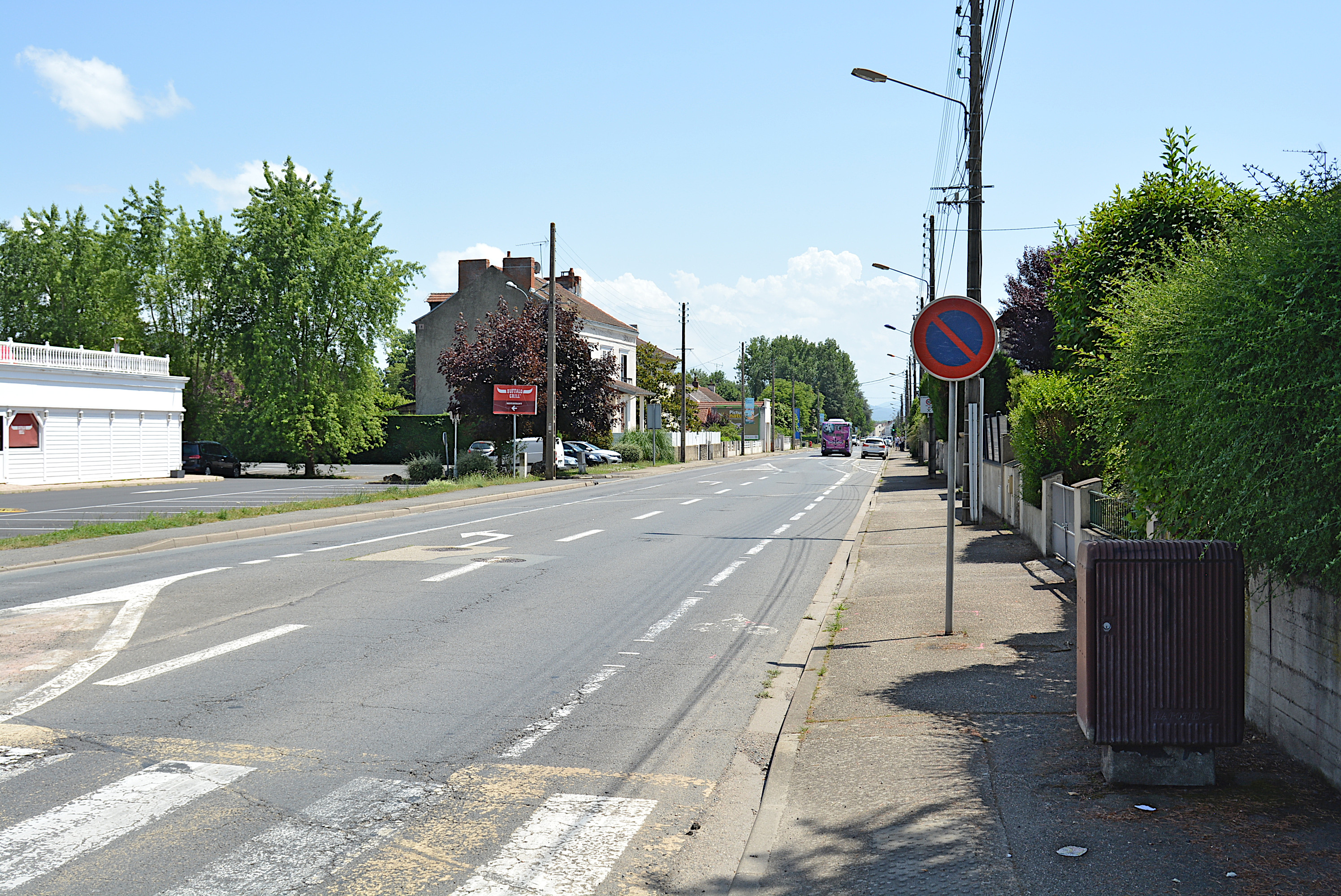
Avenue de Vichy avant sa rénovation, en direction de Vichy.
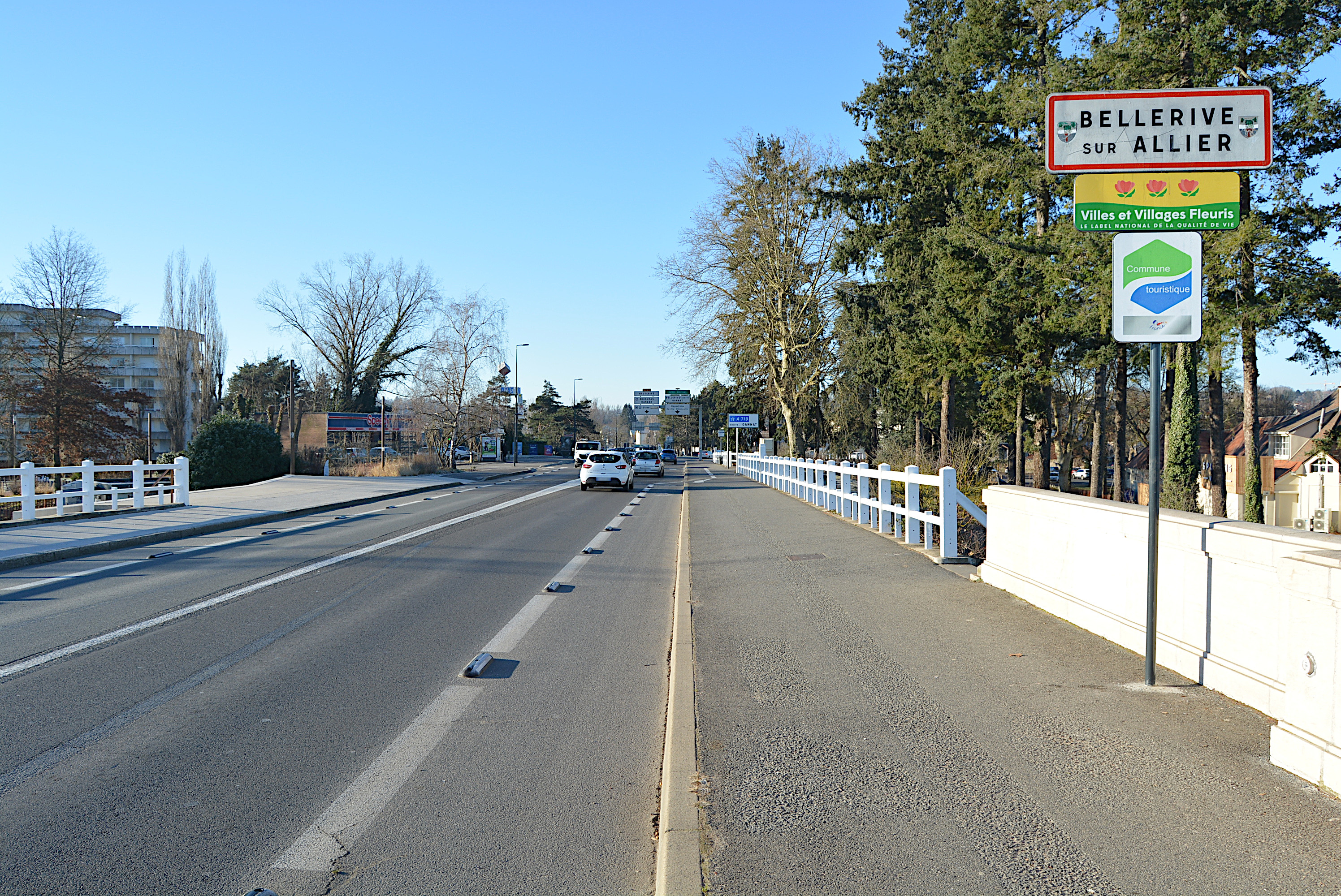
Avenue de la République, à la sortie du pont de Bellerive.
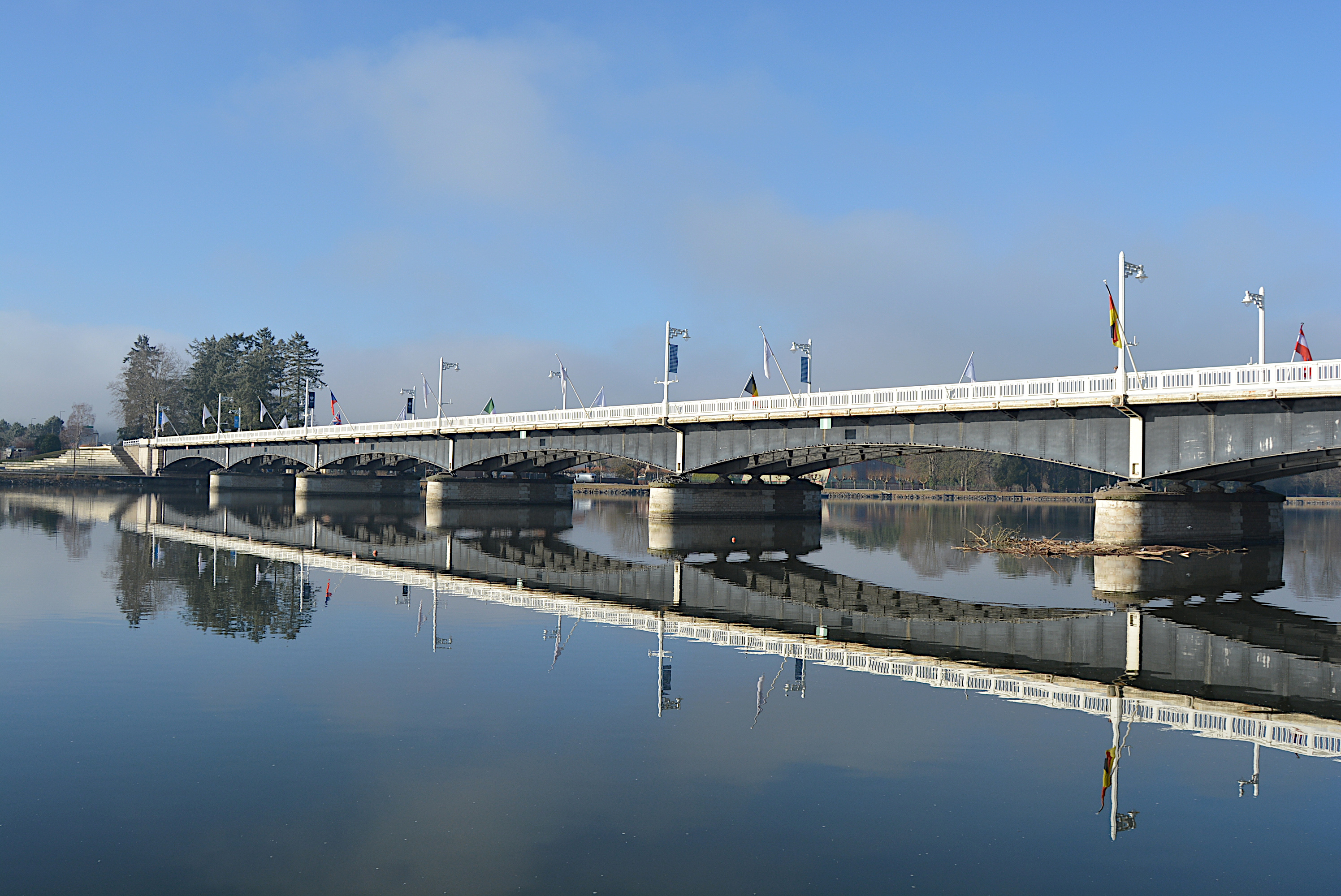
La D 2209 franchit l'Allier par le pont de Bellerive.

#### De Vichy à Creuzier-le-Neuf (D 2209)
- Vichy :
  - Avenue de Gramont (entre le boulevard Gambetta et la limite communale avec Cusset, où elle devient l'avenue de Vichy). La section comprise entre la rue de l'Emballage (à hauteur du pôle d'activités tertiaires René-Bardet) et la frontière communale avec Cusset a été rénovée (chaussée, trottoirs et éclairage public) en 2019 et comprend un aménagement cyclable[13] ;
- Cusset :
  - Avenue de Vichy. La route, qui dessert le quartier de Presles, croise le boulevard urbain (avenue de la Liberté), en service depuis 2013 au sud de la départementale (en direction de Thiers et du Puy-en-Velay et des lycées publics) et en 2017 au nord (en direction de Clermont-Ferrand et Montluçon par l'autoroute). L'avenue a été rénovée en deux temps : la section comprise entre le boulevard urbain et l'extrémité du quartier a été rénovée en 2019[13] et la deuxième section jusqu'à l'avenue de l'Europe en 2022[14]. L'ensemble comprend un aménagement cyclable,
  - Rue de la République,
  - Rue Henri-Cureyras. La rue, à sens unique dans le sens nord-sud depuis mai 2016, a été rénovée en 2024 avec un aménagement cyclable[15],
  - Route de Paris ;
- passage à proximité du lieu-dit Crépin, commune de Creuzier-le-Vieux : Route de Paris. La configuration de la section située entre Cusset Champcourt et Creuzier-le-Neuf (virages, passages pour piétons) limite la vitesse à 70 km/h et 50 km/h ;
- Les Combes, commune de Creuzier-le-Neuf ;
- Creuzier-le-Neuf (km 25).

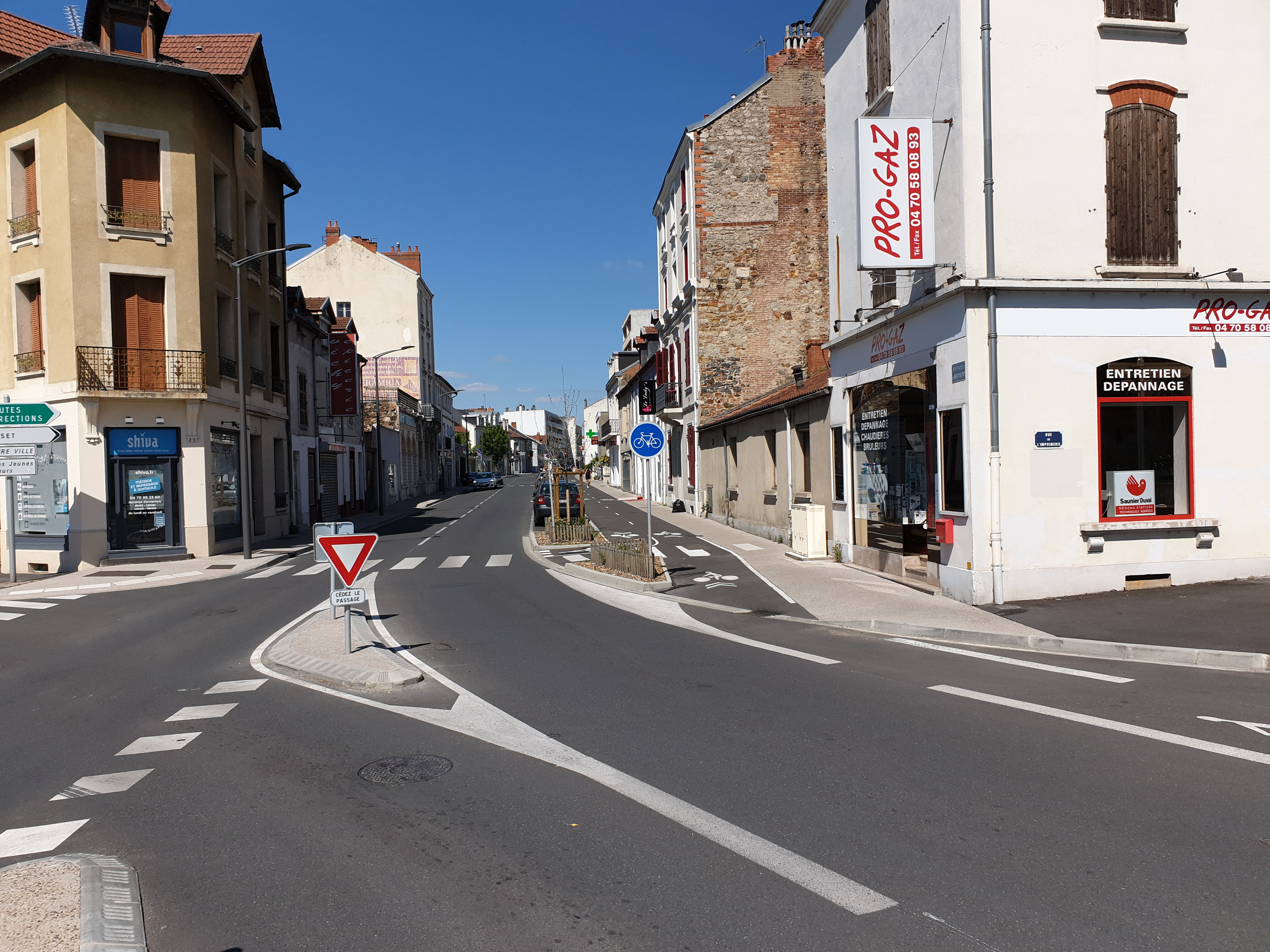
Avenue de Gramont avec sa piste cyclable, en 2020.
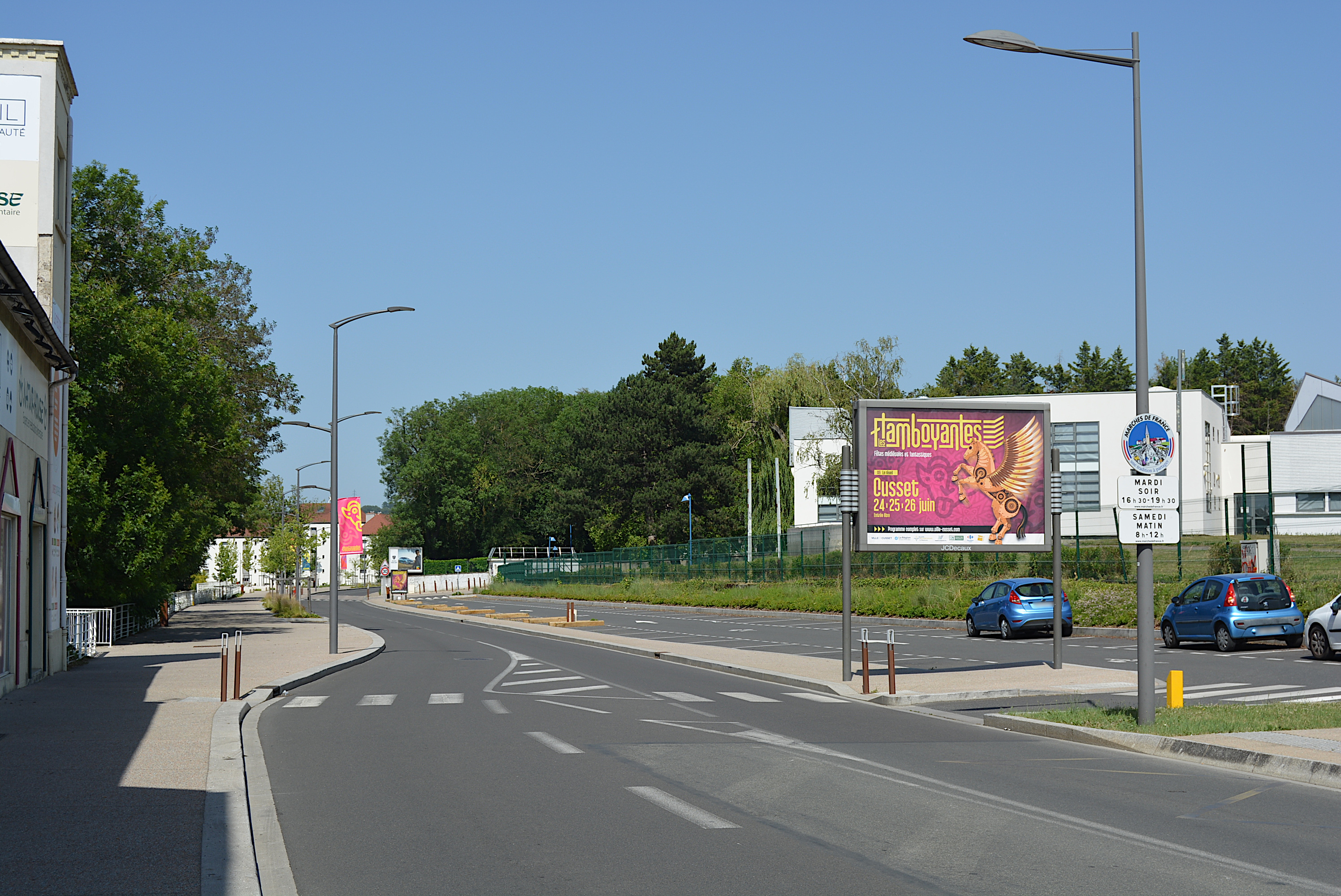
L'avenue de Vichy peu après le croisement avec le boulevard urbain, sur la section rénovée en 2019.
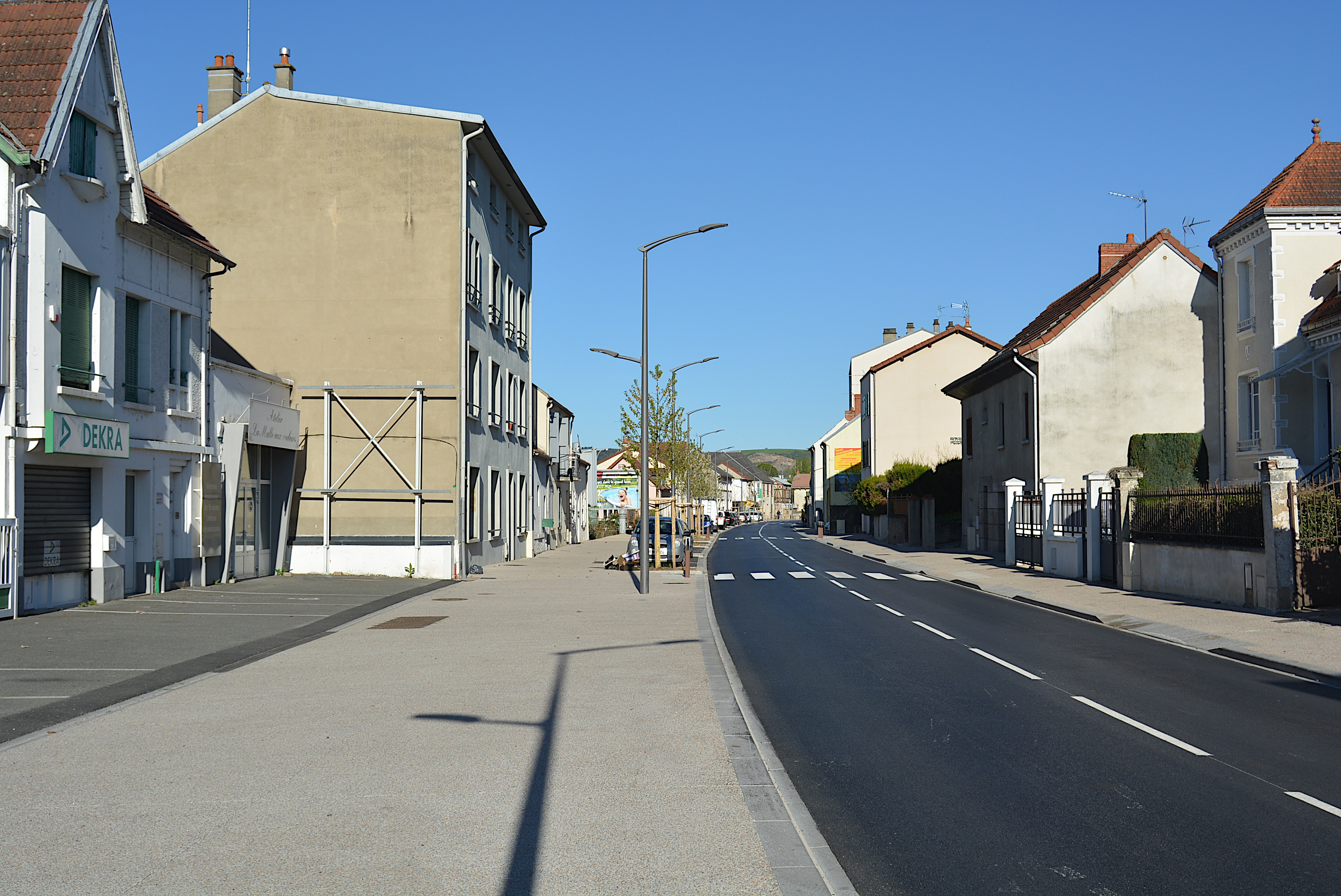
Sur la section rénovée en 2022, à la sortie de la cité de Presles.
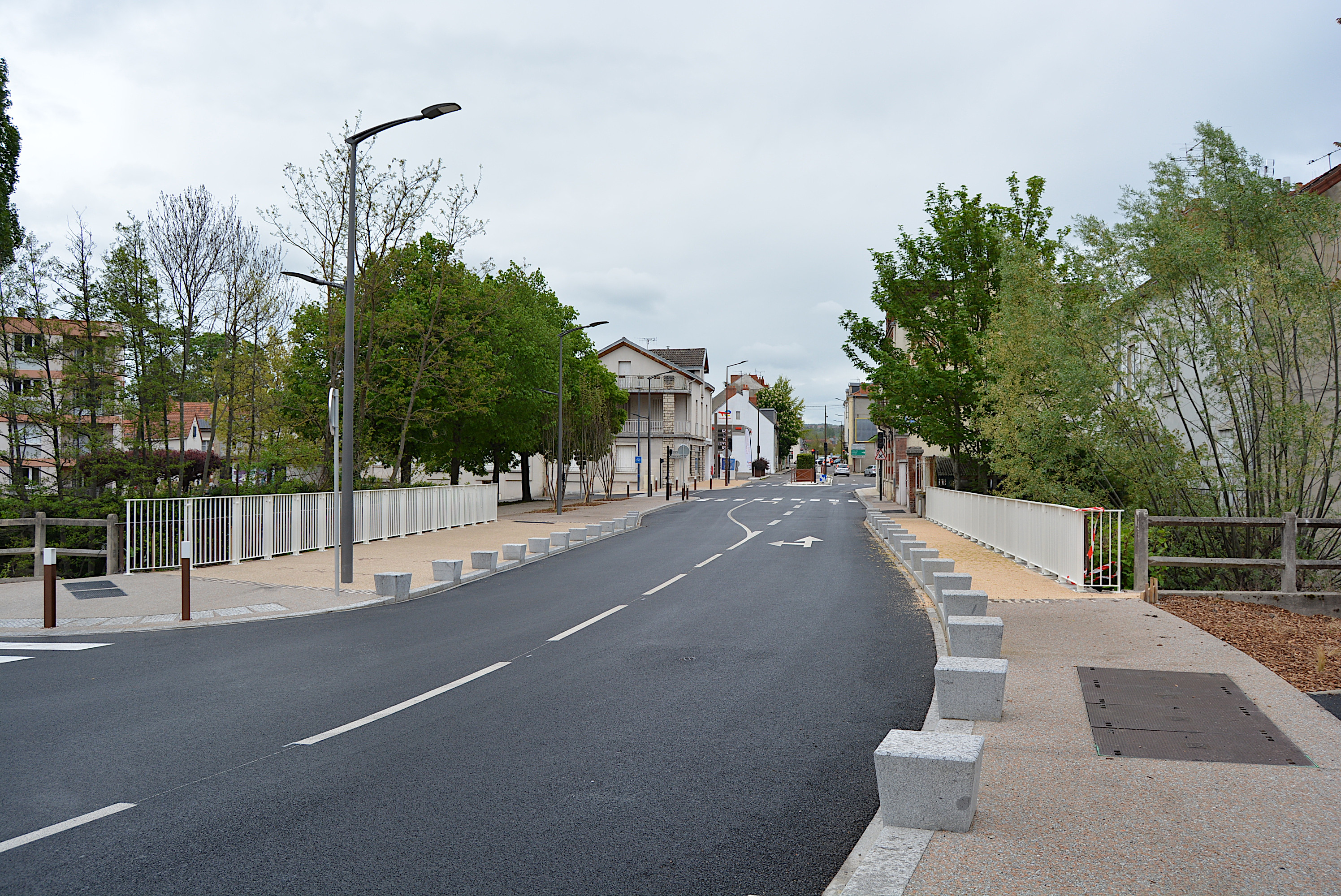
Sur la section rénovée en 2022, à hauteur du franchissement du Sichon.

#### De Creuzier-le-Neuf à Varennes-sur-Allier (N 209)
Après avoir traversé Creuzier-le-Neuf (son rond-point aménagé est une autre porte d'entrée de l'agglomération), où la route conserve son statut de route nationale, elle contourne Saint-Germain-des-Fossés par l'est. La traversée du village de Billy a été rénovée en 2019, là où un projet de contournement était prévu dès 2003, mais qui aurait eu des conséquences négatives sur l'activité économique et touristique de la commune,.
Le projet de requalification de la traversée de Billy consiste à mettre à double sens de circulation le sens Vichy → Moulins, le sens Moulins → Vichy (Grand'Rue) étant réservé à la desserte locale. La mise à double sens a nécessité le déplacement du lavoir. Une partie de la route de Moulins (qui correspondait en fait à la route départementale 130) doit ainsi être classée dans le domaine routier national, et la Grand'Rue déclassée dans la voirie communale, avec des aménagements complémentaires, sans étude d'impact. Les travaux, d'un montant de 1 755 000 €, ont été financés en majorité par l'État.
Cette nationale finit au niveau du carrefour giratoire avec la route nationale 7 à Varennes-sur-Allier et la route départementale 23 (direction Boucé). Un autre carrefour giratoire a été construit quelques centaines de mètres avant pour la déviation de Varennes-sur-Allier et pour le centre d'entretien et d'intervention.
Les communes traversées sont :
- passage à proximité du hameau de Champs-Rosier, à l'ouest de Seuillet ;
- Saint-Germain-des-Fossés (contournée par l'est) ;
- Billy : Route de Vichy, puis Route de Moulins ;
- passage à proximité de Créchy ;
- Varennes-sur-Allier, où elle rejoint la route nationale 7 (km 40).

### Exploitation
La section de la route nationale 209 comprise entre la D 67 à Creuzier-le-Neuf et la route nationale 7 est gérée par la Direction interdépartementale des Routes Centre-Est. Les tronçons déclassés de Gannat à Creuzier-le-Neuf sont gérés par le conseil départemental de l'Allier.

### Trafic
Cette route constitue le principal axe d'échange entre Vichy et l'autoroute A71 ; le trafic de transit engendre une pollution représentant un danger pour les habitants de Cognat-Lyonne. La circulation des poids lourds de plus de 7,5 tonnes est interdite à Bellerive-sur-Allier, à l'exception de la desserte locale, et à Billy en venant de Varennes-sur-Allier, à l'exception de la desserte de la zone d'activités du Coquet,.
En 2009, les conditions de circulation sur la RD 2209 entre Gannat et Vichy étaient acceptables sur la dominante « rase campagne » (avant Bellerive-sur-Allier), il en va de même en 2012 si l'A719 n'est pas réalisée, où d'ici 2020, des difficultés de circulation devraient apparaître sur la RD 6 (13 600 véhicules par jour).
| Lieu                    | 2006              | 2007              | 2009              | 2032 (estimation)                                            |
| ----------------------- | ----------------- | ----------------- | ----------------- | ------------------------------------------------------------ |
| Cognat-Lyonne (RD 2209) | 8 283 (PL 11,7 %) | 8 564 (PL 12,1 %) | 8 406 (PL 11,5 %) | sans A719 : 12 420 (PL 9,70 %) avec A719 : 2 734 (PL 1,20 %) |
| Billy (RN 209)          | 6 797 (PL 12,3 %) | 6 800 (PL 12,3 %) | 6 561 (PL 11,3 %) |                                                              |

Le décret no 2010-578 du 31 mai 2010 classe une partie de la RD 2209 comme route à grande circulation entre la RD 2009 à Gannat et la RD 6 à Bellerive-sur-Allier.

### Projets

#### Contournement nord-ouest de Vichy
Un projet de contournement nord-ouest doit permettre le désengorgement de deux autres axes routiers départementaux (l'intégralité de la route départementale 67 ainsi que la section de la route départementale 6 comprise entre le giratoire de la Goutte à Saint-Rémy-en-Rollat et Bellerive-sur-Allier) par la création de 6,5 km de voie nouvelle, dans le prolongement de la RD 67 existante. La réalisation du contournement doit répondre à une hausse du trafic routier (en particulier de poids lourds) entre la zone d'activités des Ancises et Charmeil. Un premier projet avait été proposé entre 2003 et 2005, sans consensus ; les études ont repris en 2011.
Une enquête publique relative à la réalisation du contournement nord-ouest, initialement prévue du 20 octobre au 22 novembre 2022 mais annulée à la suite d'un document manquant, s'est tenue du 28 novembre 2022 au 6 janvier 2023. Plusieurs centaines de contributions ont été recensées (plus de 650, les thèmes les plus souvent évoqués étant le trafic routier, les nuisances et l'environnement naturel).
La commission d'enquête publique émet un avis défavorable. Bien que mettant l'accent sur une forte baisse du trafic routier sur les routes départementales 6 et 2209 dans les traversées de Charmeil et Bellerive-sur-Allier (−36 % de véhicules et −90 % de poids lourds) et une réduction des nuisances sonores sur ces deux axes, elle pointe néanmoins des insuffisances sur le volet environnemental, avec une destruction de 14,5 ha d'espaces forestiers pour 10 ha reboisés.
Le 13 décembre 2023, le ministre des Transports Clément Beaune annonce, dans un courrier adressé au député Nicolas Ray et au sénateur Claude Malhuret, que le projet du contournement nord-ouest sera déclaré d'utilité publique à la fin de l'année 2023.

## Ancienne RN 209
Désormais gérée par la Métropole Nice Côte d'Azur (M 2209), cette route est proche des M 6202 et M 6202BIS. Les communes traversées sont :
- Cagnes-sur-Mer, Cros de Cagnes (depuis la RN 7, actuellement RM 6007) ;
- Saint-Laurent-du-Var ;
- La Gaude ;
- Saint-Jeannet ;
- Gattières, où elle rencontrait la RN 210 ;
- Carros ;
- Le Broc ;
- Gilette ;
- Pont Charles-Albert, sur le Var (commune de La Roquette-sur-Var), où elle rejoignait la RN 202.